# Santa Marta (Albacete)
Santa Marta es una pedanía española perteneciente al municipio de La Roda, en la provincia de Albacete, dentro de la comunidad autónoma de Castilla-La Mancha.

## Historia
Hay vestigios de población menor en época romana.

## Demografía
En 2020 contaba con 9 habitantes según los datos oficiales del INE, aunque en la década de 1960 contaba con escuela, cuartel de la Guardia Civil, surtidor de combustible y tienda-bar, y su población rondaba las 100 personas. Con el paso de los años y la modernización del campo, la pedanía se despobló. 

## Construcciones
Actualmente existe todavía una fábrica de harinas que lleva funcionando ininterrumpidamente desde la década de 1920 y que se encuentra conservada como era originariamente.
La pedanía tiene varios edificios que denotan el origen noble de los propietarios de todas las tierras que conformaban la gran finca de la Dehesa de Santa Marta. 
También hay una pequeña y coqueta iglesia del siglo XVII y una antigua posada donde pernoctó Santa Teresa de Jesús, el 16 de febrero de 1580, procedente de Malagón y con destino a la aldea de El Carmen (Villalgordo del Júcar). 
En los alrededores se pueden encontrar magníficas construcciones rurales que nada tienen que ver con las típicas edificaciones rurales de La Mancha, sino, que parecen más bien edificios del norte de España: La Virgen del Carmen, Tasoneras, El Cubo... se reparten ante una magnífica representación de lo que es la Dehesa Manchega poblada de ancianas encinas.
- Datos: Q6120510